# Concattedrale di Sant'Agostino
La chiesa di Sant'Agostino è il principale edificio religioso di San Severino Marche, e concattedrale dell'arcidiocesi di Camerino-San Severino Marche. È chiamata duomo nuovo, per distinguerla dal precedente duomo vecchio, dedicato a san Severino.

## Storia e descrizione

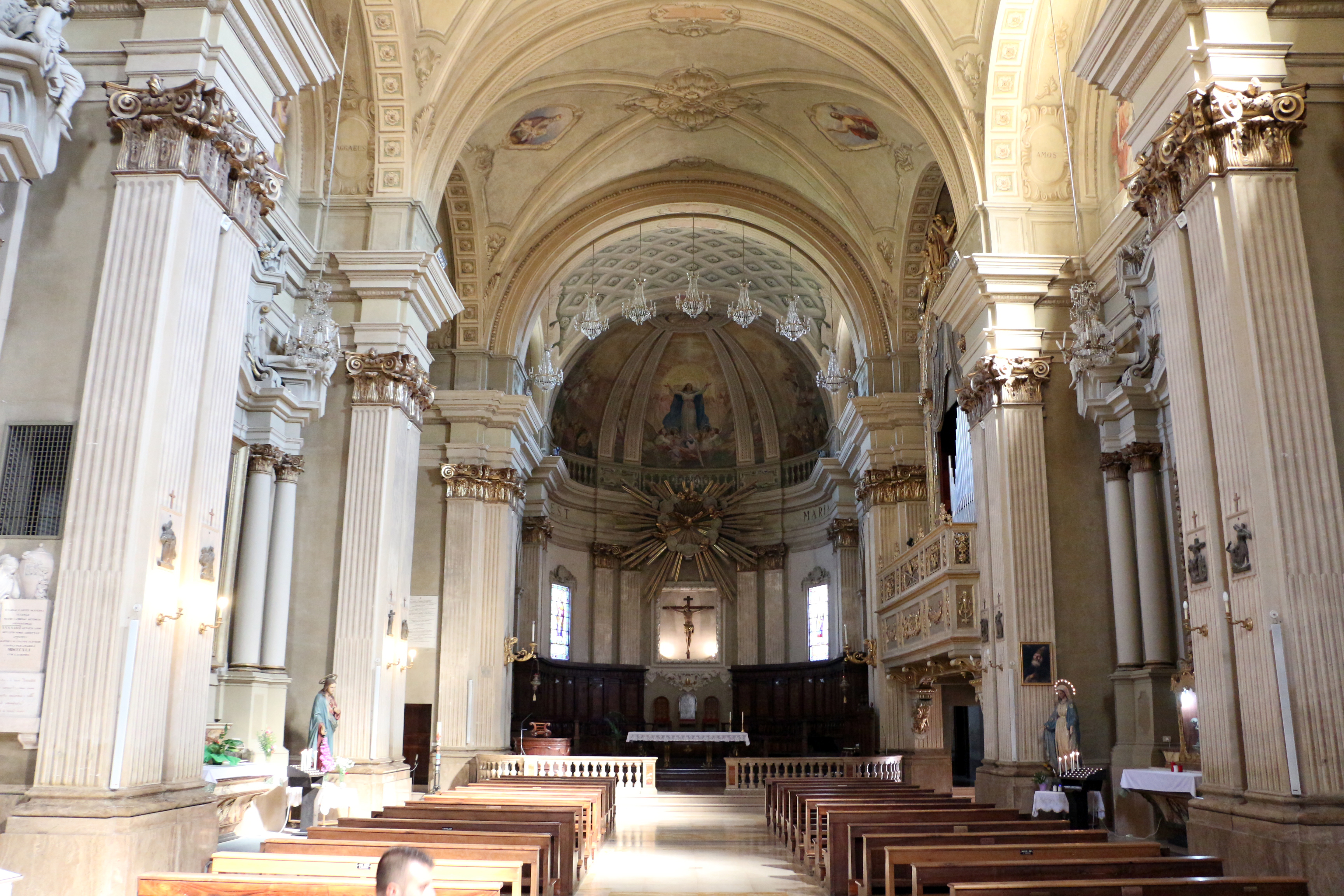
Veduta dell'interno.

L'attuale duomo di sant'Agostino, in origine dedicato a Maria Maddalena, conserva della costruzione quattrocentesca la facciata portale gotico adorno di terrecotte, resti di affreschi attribuiti a Lorenzo d'Alessandro ed il campanile, di forme analoghe a quelli del duomo vecchio. Incerte le origini dell'edificio: nel XIII secolo esso venne assegnato agli Agostiniani.
Il vasto interno venne ridotto allo stato attuale nel 1776 e nel 1827, quando la chiesa agostiniana venne convertita in cattedrale. La facciata risale al XV secolo, e conserva un portale cuspidato con tracce di affreschi; affianca l'edificio un campanile romanico. All'interno conserva, tra altre opere, un Crocifisso ligneo dell'Acciaccaferri, una tavola dei fratelli Antonio e Giovanni Gentili, figli di Lorenzo d'Alessandro ed un quadro del Pomarancio. Il coro e la bussola del tempio vennero disegnati dall'architetto Ireneo Aleandri.